# Женска рукометна репрезентација Босне и Херцеговине
Женска рукометна репрезентација Босне и Херцеговине је национална репрезентација Босне и Херцеговине под управом Рукометног савеза Босне и Херцеговине. Рукометни савез је основан 1948. у оквиру тадашњег Рукометног савеза Југославије.
По отцепљењу од СФРЈ Рукометни савез Босне и Херцеговине постаје самосталан и 1992. постаје члан европског (EHF) и светског (IHF) рукометног савеза и оснива прву рукометну репрезентацију.

## Успеси репрезентације
- За успехе до 1992. погледајте резултате репрезентације Југославије.

### Наступи наОлимпијским играма
Босна и Херцеговина није до сада учествовала ни на једном женском рукометном турниру на олимпијксим играма.

### Наступи наСветским првенствима
Босна и Херцеговина није до сада учествовала ни на једном светском првенству у рукомету за жене.

### Наступи наЕвропским првенствима
Босна и Херцеговина није до сада учествовала ни на једном европском првенству у рукомету за жене.